# Rosa Lagarrigue
Rosa Lagarrigue (1955, Santiago de Chile) es fundadora i directora de RLM S.A, empresa de management espanyola i mànager d'artistes de música pop espanyols.
Filla de Sergio Lagarrigue Gallardo i Virginia Echenique Zegers
Fills: Roberto Martínez Lagarrigue i Virginia Martínez Lagarrigue 
La infància de Rosa Lagarrigue transcorre entre la capital xilena i París. Als 8 anys es trasllada a viure a Espanya i cursa estudis al Liceu Francès de Madrid, que compagina amb classes diàries de ball, la seva gran passió i a on coincideix amb Miguel Bosé a les aules. Després d'estudiar durant tres anys "Benesh Dance Notation" (Escriptura del Moviment) a Londres es trasllada a Messina, Sicília, on és professora de ballet i dansa contemporània. Al 1977 viu dos anys a Tel-Aviv, treballant com a Dance Notator amb la companyia Bat Dor Dance Company.
Va començar a treballar amb Bosé com a assistent a Nova York per buscar-li ballarins. Ell va decidir començar a treballar amb ella per les seves habilitats amb els 4 idiomes que parlava i per la seva trajectòria com a organitzadora en alguns projectes amateurs que ell havia fet amb anterioritat. Dos anys després de començar a treballar junts va passar a ser la seva mànager i a organitzar la gira de tres mesos que ell va fer a Amèrica al 1981. Dos anys després els seus camins es van separar i Lagarrigue va començar a treballar a Hispavox com a encarregada de la zona Europea d'aquesta companyia discogràfica. En aquest període, José María Cano, de Mecano, es va interessar per l'estratègia de management que ella havia fet amb Bosé i va començar a ser la mànager del grup amb grans resultats.

## RLM
RLM és una empresa de management, segell discogràfic i editorial fundada per Rosa Lagarrigue l'any 1980. Incialment va començar amb el management exclusiu de Miguel Bosé i més tard es va consolidar com a empresa líder del sector amb Mecano, el grup amb més vendes de la història del pop espanyol. A partir d'aquí, l'empresa es va consolidar com a promotora internacional i amplià a poc a poc el seu catàleg d'artistes, en el qual hi figuren noms propis consolidats com ara: Alejandro Sanz, Raphael, Malú, David DeMaría, Álvaro Soler, Rozalén, Sara Baras, Vanesa Martín, Andrés Suárez, Ana Torroja, Alberto Iglesias, Fuel Fandango, Cami, Bely Basarte, Fredi Leis, David Otero, a més d'artistes emergents com MARLENA, Paula Mattheus, Isma Romero, Mi Hermano y Yo o Comandante Twin, entre d'altres.

## Polèmica amb Alejandro Sanz
Alejandro Sanz va començar la seva carrera artística amb Rosa Lagarrigue com a mànager. Després de 25 anys de relació mànager-artista amb una renovació de contracte firmada l'any 2014, Rosa Lagarrigue va demandar Alejandro Sanz per incompliment de contracte i ell decidir trencar unilateralment l'acord contractual dos anys després. A finals de 2019, la resolució judicial va determinar una indemnització per part de l'artista a l'empresa de 5,4 milions d'euros.

## Premis i reconeixements
Rosa Lagarrigue és considerada pionera en management i contractació d'artistes als mercats nacionals i internacionals amb gairebé 40 anys d'experiència i de destacar per saber projectar la carrera musical dels seus artistes a mitjà i llarg termini cuidant molt els passos a seguir en cada cas i prestant especial interès en el desenvolupament de tots ells.
Ha estat guardonada amb múltiples premis i reconeixements com ara: 
- 2002 Premi Especial Gredos
- 2008 Reconeixement de la Trajectòria Professional dels socis d'A.R.T.E

- 2011 “Medalla al Mérito en el Trabajo” concedida pel Ministre de Treball i propasada pel Ministeri de Cultura d'Espanya.
- 2017 Premi Honorífic a la Trajectòria, en els Premis FEST[6]
- Premi de la APM
- Reconeixement entre les 25 dones más destacades a Espanya, segons el diari El Mundo.